# Норд-Дернінген
Норд-Дернінген (нід. Noord Deurningen) — село в нідерландській провінції Оверейсел, на кордоні з Німеччиною. Входить до муніципалітету Дінкелланд.
Його площа становить 11,03 км².

## Галерея

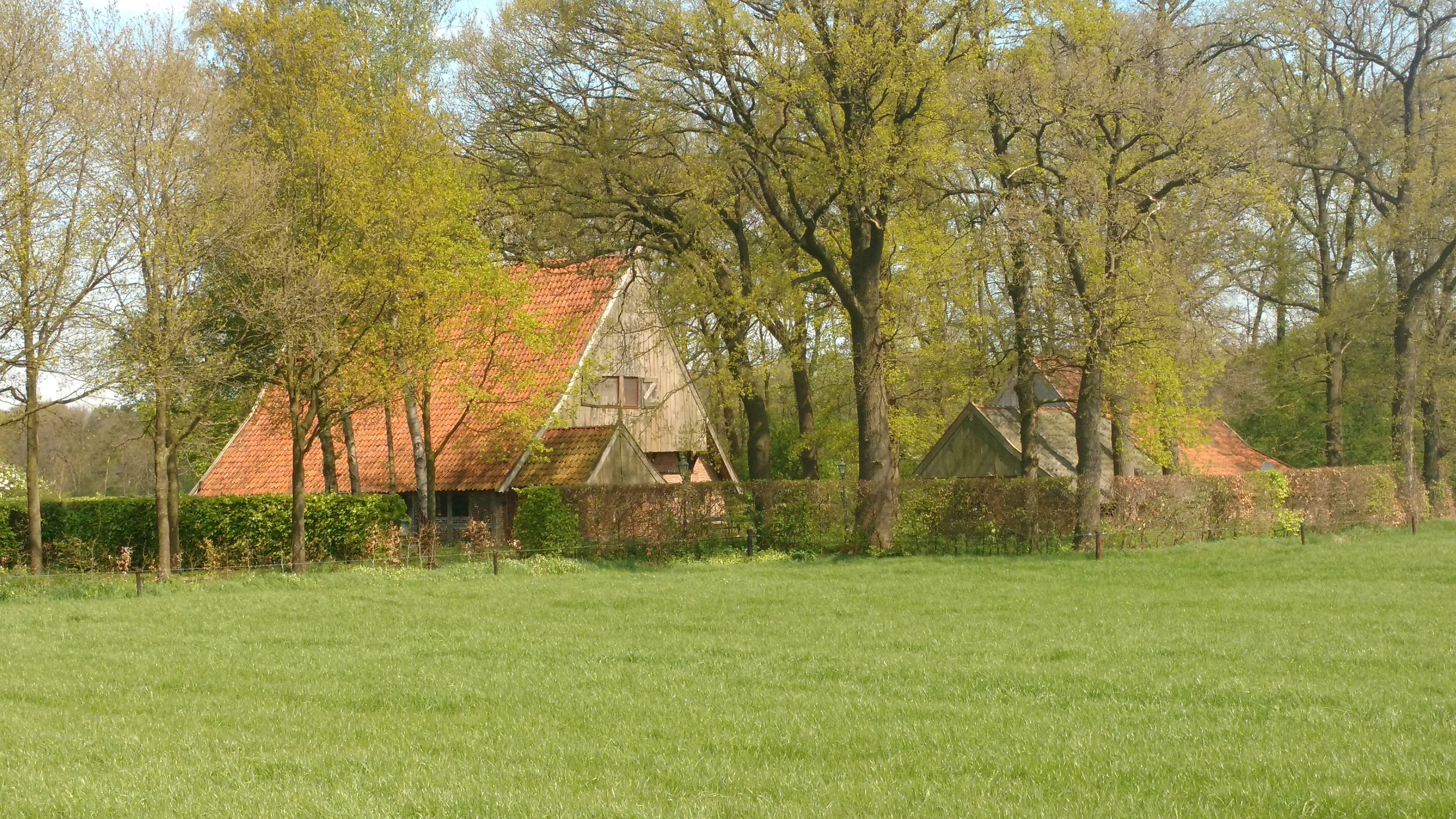
Farm in Noord Deurningen
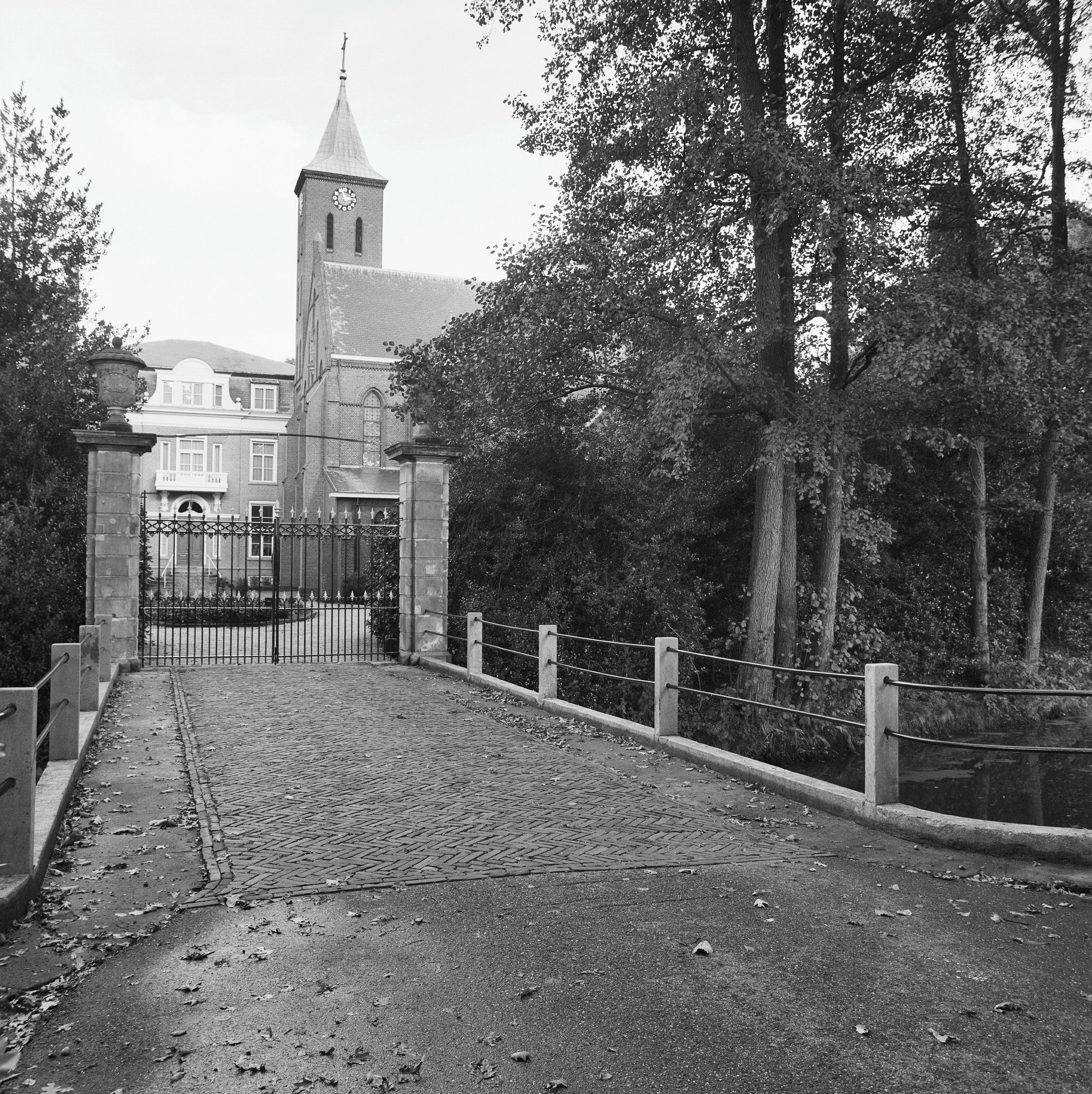
Монастир і церква
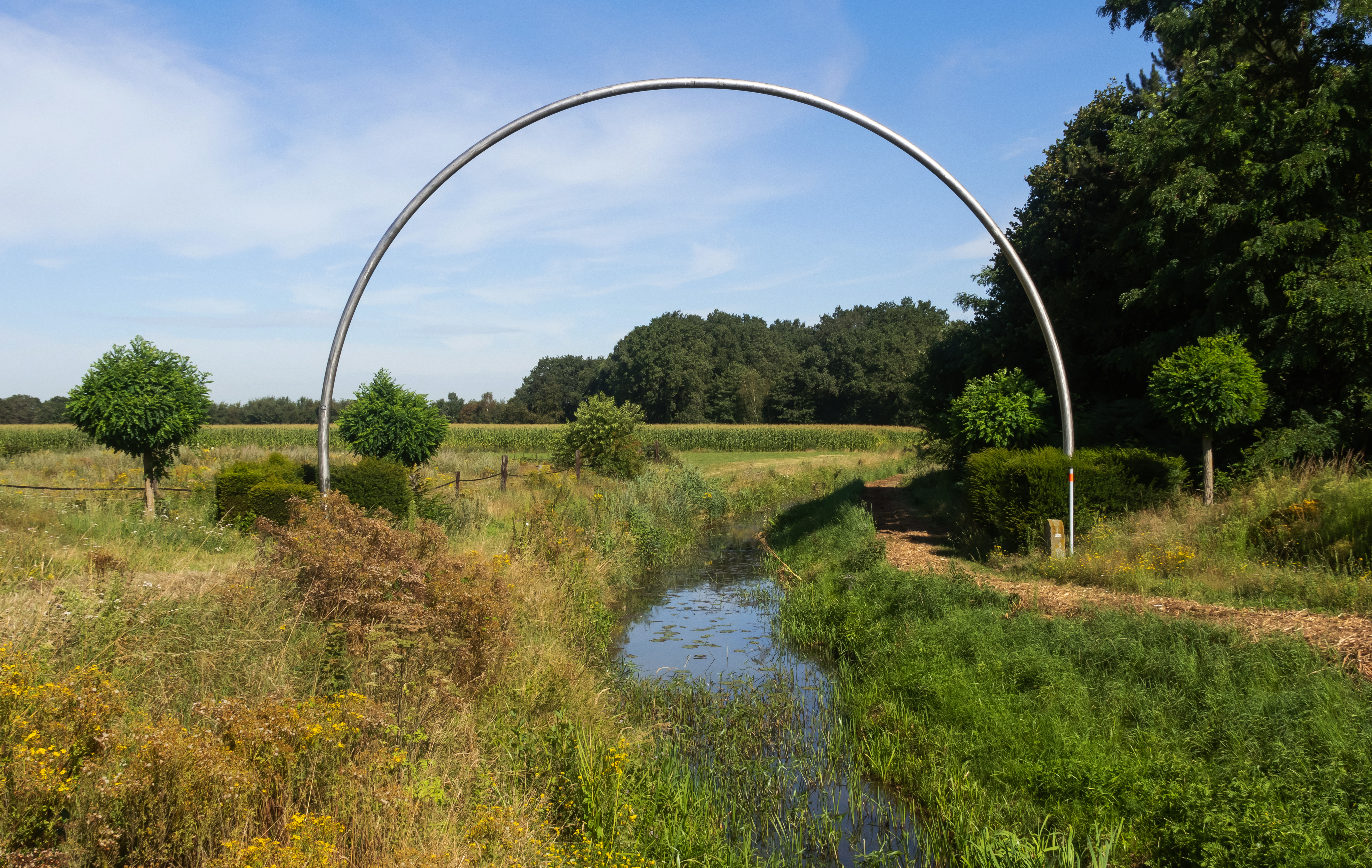
Арт-об'єкт на кордоні з Німеччиною
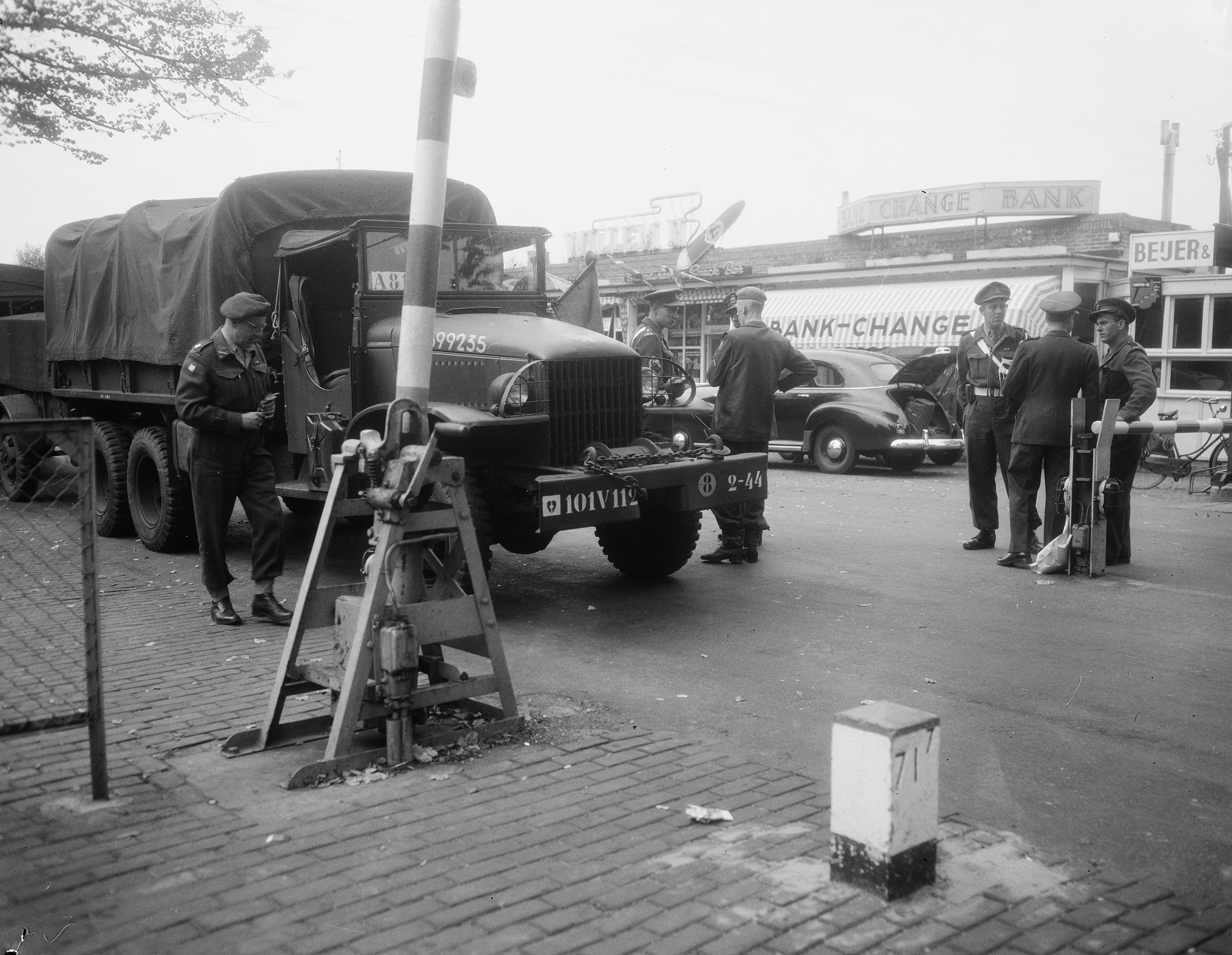
Нідерландські вояки прямують на спільні навчання до Німеччини (1954)